# Metropolia Perugia-Città della Pieve
Metropolia Perugia-Città della Pieve – metropolia Kościoła rzymskokatolickiego we Włoszech, jedna z trzech metropolii w regionie Umbrii. Powstała 15 sierpnia 1972. W jej skład wchodzi metropolitalna archidiecezja Perugia-Città della Pieve oraz cztery diecezje. Od 2022 godność metropolity sprawuje arcybiskup Ivan Maffeis. 
W skład metropolii wchodzą:
- Archidiecezja Perugia-Città della Pieve
  - Diecezja Asyż-Nocera Umbra-Gualdo Tadino
  - Diecezja Città di Castello
  - Diecezja Foligno
  - Diecezja Gubbio